# Pole wmrożone
Pole wmrożone – pojęcie używane w fizyce plazmy, szczególnie w astrofizyce, opisujące zjawisko polegające na tym, że jeżeli w plazmie istnieje pole magnetyczne, a plazma porusza się, to pole magnetyczne porusza się razem z plazmą.
Zjawisko otrzymało taką nazwę przez analogię zachowania się linii pola magnetycznego do nitek wmrożonych w lody.
Zjawisko obrazuje w prosty sposób wiele efektów fizycznych zachodzących w plazmie.
W sytuacji gdy w ruch wprawiana jest część plazmy, lub jej fragmenty przesuwają się w różnych kierunkach, to linie pola magnetycznego mogą być zagęszczane, lub wręcz rozrywane i łączone w inny układ, zjawisko to nazywane jest rekoneksją magnetyczną.
Nie tylko pole magnetyczne podąża za plazmą – gdy strumień plazmy lub cząstek zjonizowanych wpada w obszar, w którym jest pole magnetyczne – ale także plazma dąży do zachowania w swym obszarze jak najmniejszego pola magnetycznego. W wyniku tego plazma jest hamowana i odchylana w kierunku słabszego pola magnetycznego, a pole magnetyczne jest spychane przez plazmę. Zjawisko takie zachodzi, gdy wiatr słoneczny wpada w obszar pola magnetycznego planety (np. Ziemi).

## Fizyka zjawiska
Zachowanie się pola magnetycznego w przewodzącym prąd elektryczny płynie opisuje dziedzina fizyki zwana magnetohydrodynamiką.
W przybliżeniu zwanym „kinematycznym dynamem” zakłada się, że własności i ruch materii wpływają na pole magnetyczne, ale pole magnetyczne jest na tyle słabe, że nie wpływa znacząco na zachowanie się materii, w której jest pole magnetyczne.
Zakładając brak źródeł siły elektromotorycznej (prądu), wyrażając prawo indukcji elektomagnetycznej i prawo Ohma w matematyce operatorów różniczkowych, eliminując wielkości pośrednie, zmiany pola magnetycznego w dowolnym miejscu ośrodka przewodzącego prąd i mogącego poruszać się opisuje równanie:
{\displaystyle {\frac {\partial \mathbf {B} }{\partial t}}=\nabla \times \left(\mathbf {u} \times \mathbf {B} \right)+\mathbf {n} \nabla ^{2}\mathbf {B} }
Gdzie: B – indukcja magnetyczna, u – prędkość ruchu ośrodka, n – współczynnik opisujący ośrodek, współczynnik ten jest proporcjonalny do oporu właściwego ośrodka.
Ze wzoru tego wynika, że na zmianę pola magnetycznego mają wpływ dwa zjawiska, wyrażające się w tym wzorze dwoma składnikami.

### Dyfuzja pola
Składnik drugi, poprzez współczynnik n proporcjonalny do oporu elektrycznego ośrodka, sprawia, że pole magnetyczne zanika, z powodu zaniku prądu elektrycznego który go wywołuje. Szybkość zaniku pola jest większa w ośrodkach o dużym oporze elektrycznym, w ośrodkach dobrze przewodzących prąd elektryczny składnik ten dąży do zera i można go pominąć, co oznacza, że pole magnetyczne nie maleje.
Jeżeli pominąć składnik pierwszy to równanie przyjmuje postać:
{\displaystyle {\frac {\partial \mathbf {B} }{\partial t}}=\mathbf {n} \nabla ^{2}\mathbf {B} }
Równanie to matematycznie odpowiada równaniu opisującemu dyfuzję, dlatego określa się, że składnik ten opisuje dyfuzję pola magnetycznego.

### Wmrożenie pola
Składnik pierwszy odpowiada za przenoszenie pola magnetycznego przez poruszający się ośrodek. Jeżeli drugi składnik można pominąć, to równanie przyjmie postać:
{\displaystyle {\frac {\partial \mathbf {B} }{\partial t}}=\nabla \times \left(\mathbf {u} \times \mathbf {B} \right)}
Zmiana pola magnetycznego odbywa się tylko w wyniku ruchu ośrodka (u) a zmiana pola podąża za ośrodkiem w którym się znajduje. Zjawisko to jest zwane „wmrożeniem pola w ośrodek”, a pole magnetyczne o tych właściwościach „polem wmrożonym”.